# Aiguillon (Lot e Garonna)
Aiguillon è un comune francese di 4 563 abitanti situato nel dipartimento del Lot e Garonna nella regione della Nuova Aquitania.

## Società

### Evoluzione demografica
Abitanti censiti